# Žiri
Žiri este un oraș din comuna Žiri, Slovenia, cu o populație de 3.593 de locuitori.